# Jan Visser (weerman)
Jan Visser (Marken, 28 oktober 1956) is een Nederlandse weerman.
Hij begon in de zomer van 1984 bij de Nieuwe Noordhollandse Courant met het verzorgen van een weerbericht. In 1987 nam hij ook de verzorging van het weerbericht in dagblad Trouw over van Hans de Jong. In 1988 kwamen daar het Noordhollands Dagblad, de Gooi- en Eemlander en het Haarlems Dagblad bij.
Ook op de radio ging hij weerberichten verzorgen. Eerst bij de lokale Monnickendamse piraat Radio Gouwzee. In 1989 werd hij de vaste weerman van Radio Noord-Holland, eerst alleen in Alkmaar maar vanaf 1997 in heel Noord-Holland. In de zomer van 1993 werd hij de vaste weerman op Radio 10 Gold, waar hij jarenlang elke dag om 11.30 uur het weerbericht verzorgde met daarna een weerspreuk in het programma van Tom Mulder en later Peter Holland. Kort na de overname van Radio 10 door Talpa moest hij in maart 2007 door de bezuiniging bij de zender met zijn weerpraatje stoppen. Bij Radio Noord-Holland verzorgt hij nog steeds het weerbericht na een aantal uitzendingen van het regionale nieuws. Voorts bij NPO Radio 4 (klassieke zender) wekelijks op zondagmorgen om 8.30 uur.
Jan Visser heeft een eigen website waarop doorgaans dagelijks tweemaal een weerbericht verschijnt en een door hem ingesproken eigen telefonische weerlijn. Bij afwezigheid wordt het weerbericht verzorgd door collega weermannen. Visser is daarnaast spreker en houdt lezingen over onder andere klimaatveranderingen en volksweerkunde.